# Homotopija
Neka su X i Y topološki prostori. Homotopija iz X u Y je bilo koje neprekidno preslikavanje 
{\displaystyle F:X\times [0,1]\to Y}
Neka su  {\displaystyle f,g:X\to Y} dva neprekidna preslikavanja. Tada definiramo relaciju homotopnosti: f i g su homotopni, ako postoji homotopija F iz X u Y takva da je {\displaystyle f(x)=F(x,0)} i {\displaystyle g(x)=F(x,1)} za sve x iz X. Relacija homotopnosti je relacija ekvivalencije na skupu neprekidnih preslikavanja iz X u Y. Klase ekvivalencije nazivamo klasama homotopije ili homotopskim klasama neprekidnih preslikavanja. Ako u kompoziciji neprekidnih preslikavanja zamijenimo preslikavanja njima homotopnima, rezultat će se promijeniti samo do na homotopiju; dakle topološki prostori i klase homotopije neprekidnih preslikavanja čine kategoriju [Top] koju nazivamo homotopska kategorija topoloških prostora. Definicija [Top] zadaje i kanonski funktor iz kategorije topoloških prostora i neprekidnih preslikavanja Top u homotopsku kategoriju koji je surjektivan na objektima. Klase izomorfnih objekata u [Top] nazivamo jakim homotopskim tipovima. Uz homotopsku ekvivalenciju može se uvesti i nešto grublji pojam slabe homotopske ekvivalencije i slabih homotopskih tipova. Na potkategoriji CW-komplekasa, jaki i slabi homotopski tipovi koincidiraju (Whiteheadov teorem).
Većina interesantnih funktora u algebarskoj topologiji induciraju funktore na homotopskoj kategoriji (tj. invarijantne su do na homotopiju). 
Ideja homotopija može se realizirati i u mnogim drugim kategorijama matematičkih struktura, npr. za kategorije lančanih komplekasa, simplicijalnih skupova, simplicijalnih predsnopova itd. Takav tip homotopije uvodi se preko aksiomatskogh sustava koji govori o svojstvima slabe homotopske ekvivalencije na apstraktnoj kategoriji uz pomoć nekih pomoćnih pojmova kao što su fibracije i kofibracije. Najpoznatija varijanta takvog aksiomatskog pristupa je pristup zatvorenih modelnih kategorija koje je krajem 60-tih godina 20-tog stoljeća uveo Daniel Quillen.